# スウィート・ノベンバー
『スウィート・ノベンバー』（Sweet November）は、2001年のアメリカ合衆国の恋愛映画。監督はパット・オコナー、出演はキアヌ・リーブスとシャーリーズ・セロンなど。
1968年のアメリカ映画『今宵かぎりの恋』をリメイクした作品。その年のゴールデンラズベリー賞の、「最低リメイク及び続編賞」「最低男優賞（キアヌ・リーブス）」「最低女優賞（シャーリーズ・セロン）」にノミネートされた。
キャッチ・コピーは『11月は「運命の恋」の月。』。

## ストーリー
エリート広告マンのネルソンは、昼夜を問わず仕事に明け暮れる孤独な男性。そんなある日、彼は自動車免許更新の為に訪れた運転試験場で、サラと名乗る美しい女性と出会う。答えを教えてくれといって試験官に間違われ、彼女は30日後に再試験となる。彼の家に押し掛け、1ヶ月車に乗せろと要求。「11月中の一ヶ月間、自分の恋人になっていい」という驚きの提案を持ちかける。しかもそれには「期間中は一緒に住むこと」「期間中は一切仕事をしてはいけないこと」という条件がついていた。このサラの勝手な提案に、当初ネルソンは憤慨するのだが、ホットドッグの宣伝に失敗してキレ、クビになる。親に会ってくれないと嘆いていた恋人が去って行き、彼女の事が気になり、まもなく承諾する。こうして恋人同士になった二人は、次第に惹かれあっていく。ネルソンは「広告界の神」からの好条件の仕事を人間性が悪いと断る。「結婚してくれ」というが拒否され、大量の薬を見てしまう。実はサラは癌に冒され余命わずかであり、「違う人生をステキに送る」といって家族とも別れていた。病院も拒否。彼女が1ヶ月ごとに恋人を変えるのは幻想の世界に生きるためだったのだ。病状が悪化する中、衰えた姿を見せたくないサラはネルソンに別れを告げるが、それでもネルソンはサラを最期まで面倒を見たいと言う。初めて恋に落ち、一度はネルソンの想いを受け入れたサラだったが、自分の強く美しい姿だけを覚えていて欲しいと告げてネルソンの前から姿を消すのであった。

## キャスト
※括弧内は日本語吹替
- ネルソン・モス: キアヌ・リーブス（森川智之） - やり手の宣伝マン。天才だが傲慢で孤独な男性。
- サラ・ディーヴァ: シャーリーズ・セロン（高橋理恵子） - 奔放で風変わりな女性。
- チャズ: ジェイソン・アイザックス（池田勝） - サラの隣人で親友。
- ヴィンス: グレッグ・ジャーマン（根本泰彦） - ネルソンの同僚で相棒。
- アブナー: リアム・エイケン（相田さやか） - サラの近所に住む10歳の少年。
- アンジェリカ: ローレン・グレアム（深水由美） - ネルソンの恋人。
- ブランドン: マイケル・ローゼンバウム（後藤哲夫） - チャズの「友人」。
- レイフォード: ロバート・ジョイ（稲葉実） - ネルソンの上司。
- エドガー・プライス: フランク・ランジェラ（佐々木敏） - 広告業界の大物。

その他の日本語吹替
坂口賢一、林一夫、竹村叔子、石川悦子、幸田夏穂、阿部桐子、片桐健太、込山順子、西凛太朗、石住昭彦

## 作品の評価

### 映画批評家によるレビュー
Rotten Tomatoesによれば、「感傷的な駄作で作為的な『スウィート・ノベンバー』の欠点は、非現実的なプロットと主演2人の相性の悪さである。」であり、98件の評論のうち高評価は15%にあたる15件で、平均点は10点満点中3.59点となっている。
Metacriticによれば、30件の評論のうち、高評価は3件、賛否混在は9件、低評価は18件で、平均点は100点満点中27点となっている。

### 受賞歴
| 賞                           | 部門                 | 対象                                                  | 結果       |
| ---------------------------- | -------------------- | ----------------------------------------------------- | ---------- |
| 第22回ゴールデンラズベリー賞 | 最低主演男優賞       | キアヌ・リーブス ※『陽だまりのグラウンド』 と合わせて | ノミネート |
| 第22回ゴールデンラズベリー賞 | 最低主演女優賞       | シャーリーズ・セロン                                  | ノミネート |
| 第22回ゴールデンラズベリー賞 | 最低リメイク・続編賞 |                                                       | ノミネート |